# Matteo Simoni
Pour les articles homonymes, voir Simoni.
Matteo Simoni, né à Hasselt le 3 septembre 1987, est un acteur belge néerlandophone actif au cinéma, au théâtre et à la télévision.

## Biographie
Matteo Simoni suit des études d'art dramatique au studio Herman Teirlinck à Anvers.
Pour son rôle de Rocco Granata dans le film Marina de Stijn Coninx, il est nommé pour le Meilleur acteur aux Ensors 2014, et aux Magritte du cinéma 2015, il est nommé pour le Magritte du meilleur espoir masculin.

## Filmographie partielle
- 2010 : Zot van A. de Jan Verheyen
- 2011 : Germaine de Frank Van Mechelen
- 2012 : Weekend aan zee (nl)
- 2013 : Marina de Stijn Coninx : Rocco Granata
- 2018 : Patser (Gangsta) d'Adil El Arbi et Bilall Fallah
- 2018-2020 : De Bende van Jan de Lichte (Bandits des Bois)[1] : Jan de Lichte (série télévisée, 10 épisodes)
- 2020 : L'Équipier (The Racer) de Kieron J. Walsh : Lupo « Tartare » Marino
- 2022 : Notre nature, documentaire de Dick Harrewijn, Pim Niesten et Maria Lise Van Lente : voix
- 2022 : Faithfully Yours d'André van Duren : Michael Samuels
- 2023 : Wil : Lode

## Distinctions
- Ensors 2014 : nomination pour le Meilleur acteur  pour Marina de Stijn Coninx
- Magritte du cinéma 2015 : nomination pour le Magritte du meilleur espoir masculin pour Marina de Stijn Coninx